# سوبیاکو (لاتزیو)
سوبیاکو (لاتزیو) (به ایتالیایی: Subiaco) یک کومونه در ایتالیا است که در استان رم، ناحیه لاتزیو واقع شده‌است.

## خصوصیات
سوبیاکو ۶۳ کیلومتر مربع مساحت و ۹٬۱۸۹ نفر جمعیت دارد و ۴۰۸ متر بالاتر از سطح دریا واقع شده‌است.

## خواهرخوانده
شهرهای اوکسن‌هاوزن و City of Subiaco خواهرخوانده‌های سوبیاکو هستند.

## سرشناسان
- لوکرتزیا بورجیا (۱۴۸۰–۱۵۱۹)
- جینا لولوبریجیدا (متولد ۱۹۲۷), بازیگر فیلم
- فرانچسکو گراتسیانی (متولد ۱۹۵۲), بازیکن فوتبال ایتالیایی